# August Friedrich Hofmann
August Friedrich Hofmann (* 14. September 1824 in Karlsruhe; † 30. September 1901 Ebenda) war badischer Oberstleutnant, später königlich preußischer Generalleutnant und zuletzt Kommandeur der 17. Infanteriebrigade.

## Herkunft
Seine Eltern waren der Kaufmann August Hofmann († 4. September 1845) und dessen Ehefrau Wilhelmine Bohm († 14. Januar 1878).

## Leben
Er erhielt eine Ausbildung auf dem Polytechnikum in Karlsruhe und kam am 9. April 1842 als Musketier in das badische Leib-Infanterieregiment. Dort wurde er am 19. Oktober 1842 zum Unteroffizier, am 9. September 1844 zum Portepeefähnrich und am 4. März 1845 zum Lieutenant befördert. Vom 19. März 1847 bis zum 4. August 1847 wurde er in die Pionierkompanie abkommandiert. Dort wurde er am 14. April 1848 zum Oberleutnant befördert. Im Jahr 1848 nahm er am ersten schleswigschen Krieg teil. Vom 31. Juli bis zum 1. Oktober 1849 war er an die preußische Kommandantur in Rastatt abkommandiert. Am 4. März 1850 kehrte er zur Pionierkompanie zurück. Vom 1. November 1850 bis zum 31. März 1851 war er in die provisorische Verwaltung des Festungsbaus in die Bundesfestung Rastatt abkommandiert. Anschließend kam er am 2. November 1852 als Lehrer an das Kadettenhaus in Karlsruhe. Vom 21. Dezember 1856 bis zum 21. Januar 1857 war er mit besonderem Auftrag nach Konstanz abkommandiert. Er erhielt am 13. Mai 1857 den Charakter als Hauptmann und am 23. Oktober 1857 erhielt er sein Patent und wurde als Lehrer an das Kadettenhaus versetzt. Von dort kam er am 15. Januar 1859 als Kommandeur in die badische Pionierkompanie, aber bereits am 4. Oktober 1859 kam er in das Artillerieregiment. Am 25. Oktober 1859 wurde er für vier Monate als Lehrer in die Elementarschule für Offizier abkommandiert. Am 8. Oktober 1861 kam er in das Feld-Artillerieregiment und als Lehrer an die Höhere Offiziersschule. Am 4. Februar 1864 wurde er Batteriekommandeur im Festungs-Artilleriebataillon, am 24. Oktober 1864 wurde er wieder Batteriekommandeur und wurde von seiner Stellung als Lehrer entbunden. Während des Deutschen Krieges von 1866 kämpfte er gegen Preußen. Am 26. Oktober 1867 zum Major befördert, wurde er zeitgleich Kommandeur der Pionierabteilung in Rastatt. Am 12. April 1870 stieg er zum Oberstleutnant auf und wurde zum Bataillonskommandeur des badischen 1. Leib-Grenadierregiments ernannt. Während des Deutsch-Französischen Krieges kämpfte er bei der Belagerung von Straßburg sowie an der Lisaine und den Gefechten bei Selz, Bruyeres, Dijon, Dougeot und Pasques. Bei Nuits wurde er verwundet. Für den Feldzug erhielt er das Eiserne Kreuz 2. Klasse und 1. Klasse sowie das Ritterkreuz das Karl-Friedrich-Militär-Verdienstordens.
Nach der Gründung des deutschen Reiches wurde auch die Badische Armee integriert. Am 15. Juli 1871 wechselte er als Oberstleutnant mit Patent zum 1. August 1870 in die Preußische Armee und dort in das Grenadierregiment Nr. 10. Vom 3. August bis zum 2. Oktober 1871 wurde er zum Führer des I. Bataillons des Grenadierregiment und dort am 10. Februar 1872 einrangiert. Kurz darauf, am 19. Februar 1872, wurde er Kommandeur des I. Bataillons, aber bereits am 11. Juni 1872 kam er als Kommandeur in das 63. Infanterieregiment. Dort wurde er am 22. März 1873 zum Oberst befördert. Am 18. April 1878 kam er dann als Generalmajor zu den Offizieren der Armee, aber schon am 3. März 1878 wurde er Kommandeur der 17. Infanteriebrigade. Er wurde am 16. Oktober 1879 mit Pension zur Disposition gestellt, dazu erhielt er den Roten Adlerorden 2. Klasse. Noch am 16. September 1886 bekam er den Charakter als Generalleutnant.
Er starb am 30. September 1901 in Karlsruhe.

## Familie
Hofmann heiratete am 30. Juni 1864 in Karlsruhe Josepha Birnstiel verwitwete von Beck (* 18. März 1827; † 17. Mai 1904). Seine Frau brachte drei Stiefkinder mit in die Ehe. Das Paar hatte noch einen Sohn:
- August (* 19. März 1865)